# Cho Kwang-rae
Dans ce nom coréen, le nom de famille, Cho, précède le nom personnel.
Cho Kwang-rae (coréen : 조광래) (né le 19 mars 1954 à Jinju en Corée du Sud) est un footballeur international sud-coréen, qui évoluait au poste de milieu de terrain, avant de devenir entraîneur.

## Biographie

### Carrière de joueur

#### Carrière en sélection
Avec l'équipe de Corée du Sud, il joue 86 matchs (pour 11 buts inscrits) entre 1975 et 1986. Il figure notamment dans le groupe des sélectionnés lors de la coupe du monde de 1986. Il marque un but contre son camp de la main dans le match opposant l'Italie à la Corée du Sud.
Il participe également à la coupe d'Asie des nations de 1984.

## Palmarès
| FC Séoul - Championnat de Corée du Sud (1) : - Champion : 2000. - Supercoupe de Corée du Sud (1) : - Vainqueur : 2001. |  | Corée du Sud - Coupe d'Asie des nations : - Finaliste : 1980. |